# Brian May

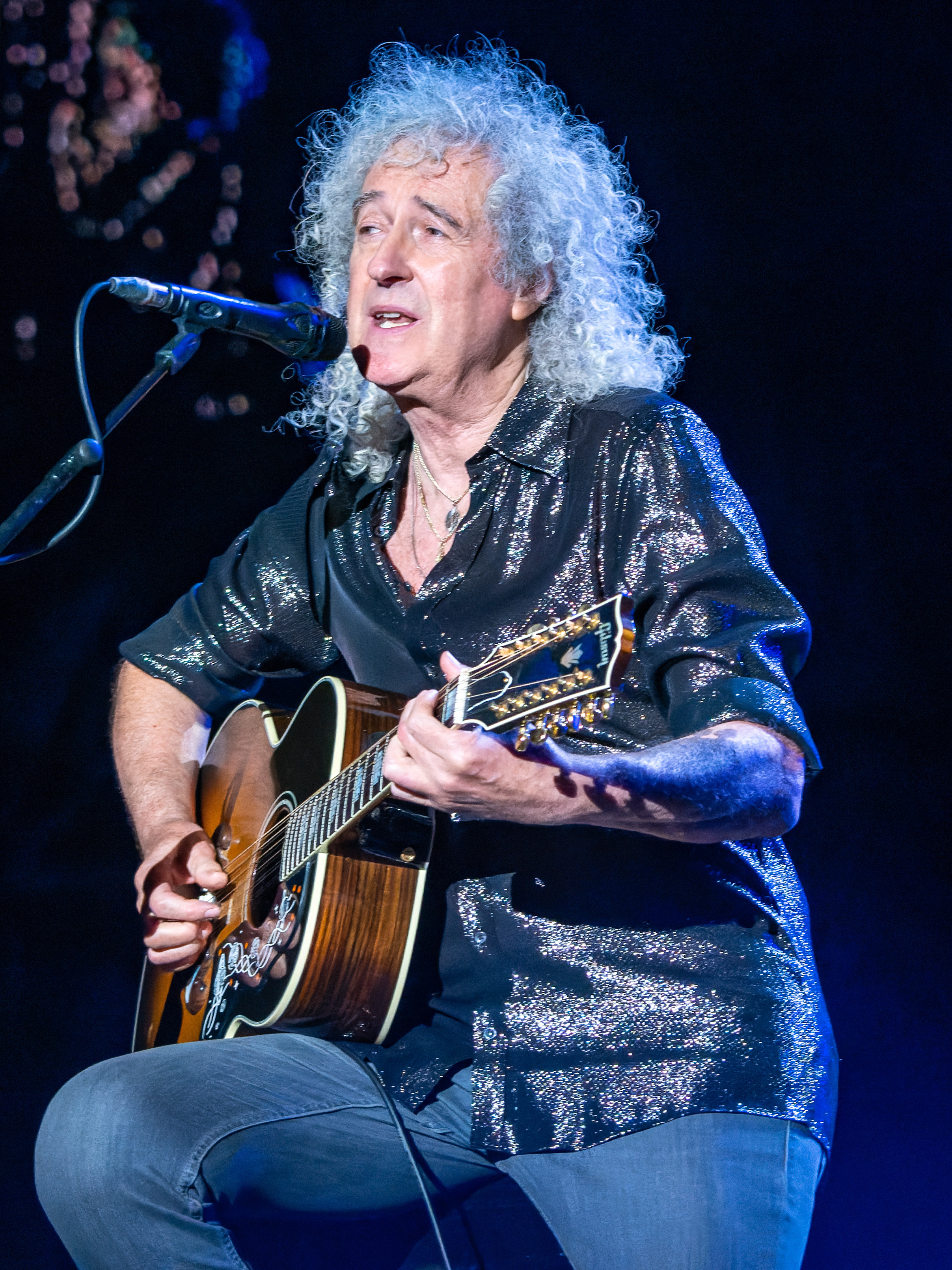
Brian May (2022)

Sir Brian Harold May, CBE (* 19. Juli 1947 in Hampton, Middlesex, heute im London Borough of Richmond upon Thames) ist ein britischer Gitarrist, Komponist, Sänger, Doktor der Astrophysik, Sachbuchautor und Tierschützer. Er ist bekannt als Leadgitarrist der britischen Rockband Queen.
May war zusammen mit Leadsänger Freddie Mercury und Schlagzeuger Roger Taylor Gründungsmitglied von Queen, nachdem er zuvor mit Taylor und Tim Staffell in der Band Smile gespielt hatte. Nach der Komplettierung der Besetzung durch Bassist John Deacon etablierten sich Queen als eine der führenden britischen Rockbands. Von Mitte der 1970er Jahre bis zu Beginn der 1990er Jahre war Queen fast ständig in den britischen Musikcharts vertreten. Mit Queen erlangte May weltweite Bekanntheit als virtuoser Musiker. Zu seinen typischen Stilmitteln gehören die Rückkopplung und der Echo-Effekt seiner selbstgebauten Gitarre Red Special. Die Verwendung von Münzen anstelle eines Plektrums prägte Queens typischen Gitarren-Klang ebenfalls. Zu Mays Kompositionen für die Band gehören unter anderem We Will Rock You, Tie Your Mother Down, I Want It All, Fat Bottomed Girls, Flash, Hammer to Fall, Save Me, Who Wants to Live Forever und The Show Must Go On.
Nach Mercurys Tod im Jahr 1991 verfolgte May eine Solo-Karriere, bis er Queen zusammen mit Taylor und Gastsängern wieder aufleben ließ. 2007 kehrte May nach 33 Jahren an das Londoner Imperial College zurück, um seine Doktorarbeit zu beenden, die sich mit Radialgeschwindigkeiten im interplanetaren Staub befasst und 2007 angenommen wurde. Von 2008 bis 2013 war er Ehrenkanzler der Liverpool John Moores University. May ist ein Aktivist der Tierrechtsbewegung und seit 2012 Vizepräsident der Royal Society for the Prevention of Cruelty to Animals.
Als Astrophysiker war May daran beteiligt, als die NASA 2023 mittels der Raumsonde OSIRIS-REx erstmalig Proben einer Asteroidenoberfläche erfolgreich zur Erde zurückbringen konnte.

## Biografie

### Familie und frühe Jahre
Vater Harold May war Elektroingenieur und diente während des Zweiten Weltkriegs in der Royal Air Force. Danach war er als Technischer Zeichner für das britische Luftfahrtministerium tätig und an der Entwicklung der Concorde beteiligt. Mutter Ruth May stammte aus Schottland. Die Familie lebte in Feltham, einem westlichen Vorort von London in der Grafschaft Middlesex. Brian May war ein Einzelkind, bastelte gerne und zeigte früh musikalisches Talent, was seine Eltern mit Klavierunterricht förderten. Als er sechs Jahre alt war, brachte ihm sein Vater die Grundlagen für das Spielen der Banjolele bei, einer Kombination aus Banjo und Ukulele, die in den 1930er Jahren durch George Formby jr. in Großbritannien populär geworden war.
Zu seinem siebten Geburtstag erhielt May das erste eigene Instrument, eine spanische Akustikgitarre. Für diese bastelte er einen Single-Coil-Tonabnehmer, um einen elektrischen Klang zu imitieren, wobei er das Radio der Familie als Verstärker benutzte. Er spielte Lieder auf Schallplatten nach und verbesserte so seine eigenen Fähigkeiten als Gitarrenspieler. May begann sich auch für die Sterne und den Nachthimmel zu interessieren und bastelte ein kleines Teleskop.

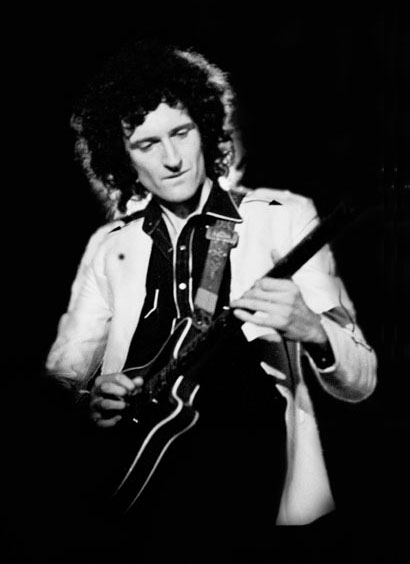
Brian May spielt auf der Red Special (1979)

Nach dem Besuch der Grundschule an der Hanworth Road in Feltham kam May als Elfjähriger an die Grammar School in Hampton, unterstützt durch ein Stipendium, das er für seine hervorragenden schulischen Leistungen erhalten hatte. Bald merkte er, dass seine Akustikgitarre seinen Ansprüchen nicht mehr genügte. Da E-Gitarren teuer waren, kam er auf die Idee, selbst eine zu bauen. Zusammen mit seinem Vater begann er im August 1963 mit dem Bau der später berühmt gewordenen Red Special. Sie entstand aus Gegenständen, die im Haus der Mays zu finden waren, Teilen eines alten Motorrads, einem Eichenbrett und einer über hundertjährigen Mahagoni-Kaminverkleidung. Das Tremolo fertigten sie aus einem Brotmesser. Nur die Burns-Tonabnehmer musste er kaufen. Nach 18 Monaten war die Gitarre vollendet.

### Die ersten Bands: 1984 und Smile (1964–1970)
Im Herbst 1964 gründete May zusammen mit Tim Staffell und anderen Mitschülern eine Band namens 1984, benannt nach dem gleichnamigen Roman von George Orwell. Ihren ersten Auftritt hatten sie am 28. Oktober in der St Mary’s Hall in Twickenham. In den folgenden drei Jahren hatten sie zahlreiche Auftritte in Pubs, Clubs und Schulen, dabei spielten sie eine Mischung aus Musikstilen von Sam & Dave und Otis Redding. May schloss die Grammar School mit dem General Certificate of Education ab, in den Fächern Physik, Mathematik und angewandte Physik mit dem Advanced Level. Er wollte Astronom werden und begann im Herbst 1965 am Londoner Imperial College mit dem Studium der Physik und der Infrarotastronomie. Am 13. Mai 1967 spielten 1984 im Imperial College als Vorband von Jimi Hendrix, am 23. Dezember desselben Jahres traten sie zusammen mit Tyrannosaurus Rex, The Herd, Jimi Hendrix, Traffic und Pink Floyd bei einem Weihnachtsfestival im Olympia Theatre auf.
Anfang 1968 löste sich die Band auf. Ausschlaggebend waren musikalische Differenzen und die Tatsache, dass May mehr Zeit für sein Studium benötigte. Unter anderem leitete er den Bau einer kleinen Schutzhütte auf der Testa Grigia bei Zermatt in der Schweiz, um dort Geräte zur Beobachtung des Zodiakallichts zu lagern. Er verbrachte dort einige Zeit, wegen des andauernd schlechten Wetters wurden die Hütte und die Geräte aber bald nach Teneriffa gebracht und am Teide aufgestellt. May erhielt von Professor Bernard Lovell das Angebot, ihn bei seinen Forschungen im Jodrell-Bank-Radioobservatorium zu unterstützen. Nach langem Zögern lehnte er ab, da er in London bleiben wollte, um sich musikalisch weiterzuentwickeln.
Im Herbst 1968 gründeten May und Staffell die Band Smile. Zu ihnen gesellte sich der Zahnmedizinstudent Roger Taylor als Schlagzeuger. May schloss sein Studium ab und erhielt am 24. Oktober 1968 im Rahmen einer Feier in der Royal Albert Hall von der Königinmutter den akademischen Grad eines Bachelor of Science (BSc). Zwei Tage später hatten Smile im Imperial College ihr erstes Konzert, als Vorgruppe von Pink Floyd. Über Staffell lernten May und Taylor den Kunststudenten Farrokh „Freddie“ Bulsara (Freddie Mercury) kennen, der die Band als Fan unterstützte und ihr Erscheinungsbild mitgestaltete. Ein Plattenvertrag für ein Album kam nicht zustande. Staffell trennte sich im Frühjahr 1970 von der Band, wodurch Smile aufhörte zu existieren.

### 1970–1991: Weltweiter Erfolg mit Queen und Soloprojekten
Im April 1970 gründeten May, Taylor und Mercury die Band Queen. Nachdem sie mehrmals den Bassisten wechseln mussten, lernten sie den angehenden Elektrotechniker John Deacon kennen, womit die Besetzung im Februar 1971 komplett war. Über einen Bekannten gelang es May im September 1971, Studiozeit für Demo-Aufnahmen zu organisieren: Mehrere Monate lang konnten sie in den neu eröffneten De Lane Lea Studios unter professionellen Bedingungen arbeiten, was ihnen den Weg zum ersten Plattenvertrag ebnete. Im Juli 1973 wurde das Debütalbum Queen veröffentlicht.

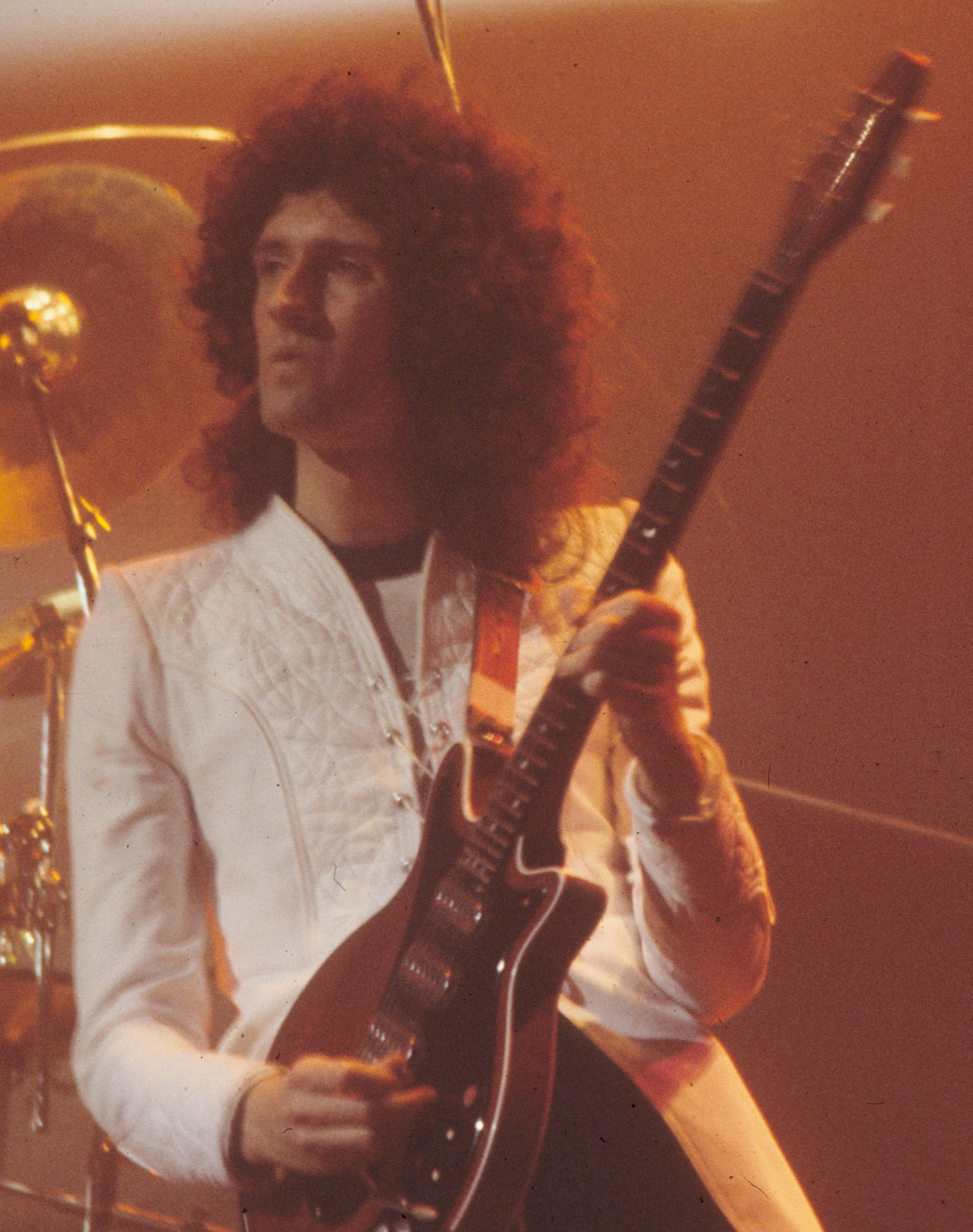
Brian May (1977)

May arbeitete in seiner freien Zeit weiterhin an seiner Dissertation, außerdem gab er private Nachhilfestunden am Imperial College. Im September 1973 nahm er für einige Monate eine Teilzeitstelle als Englischlehrer an einer Gesamtschule im Südosten Londons an. Im Mai 1974 mussten Queen einen Teil ihrer US-Tournee absagen, weil May wegen des Gebrauchs nicht-steriler Impfnadeln an Hepatitis erkrankt war und mehrere Wochen im Krankenhaus verbrachte. Auch die nachfolgende US-Tournee wurde abgesagt, weil er im Juli 1974 wegen eines Zwölffingerdarmgeschwürs operiert werden musste. Dessen ungeachtet, schafften Queen den internationalen Durchbruch und wurden zu einer der weltweit bekanntesten Rockbands. May entschloss sich, die Arbeit an seiner Dissertation endgültig abzubrechen. Dies führte vorübergehend zu einem Zwist mit seinem Vater, der ihm vorwarf, seine Ausbildung fortzuwerfen; nach zwei Jahren versöhnten sie sich jedoch wieder.
Im April 1983, als die Bandmitglieder mit verschiedenen Solo-Projekten beschäftigt waren, traf sich May in einem Studio in Los Angeles mit Eddie Van Halen und weiteren Musikern. Die aus der Jamsession resultierenden Songs, die zunächst nur für den privaten Gebrauch aufgenommen worden waren, veröffentlichte May sechs Monate später auf dem Mini-Album Star Fleet Project. Im selben Jahr produzierte er zusammen mit Reinhold Mack das Album Lettin Loose der schottischen Band Heavy Pettin. 1987 produzierte er das Album Cancel der japanischen Sängerin Minako Honda und schrieb für sie zwei Songs. Im selben Jahr produzierte May für Anita Dobson (seine spätere zweite Ehefrau) das Album Talking of Love, wofür er auch die meisten Lieder schrieb. Ebenfalls 1987 produzierte er das selbstbetitelte Album der Comedy-Metal-Band Bad News; die Single Anyone Can Fall in Love erreichte Platz 4 in den britischen Single-Charts.
May sagte in Interviews, dass er in den späten 1980er und frühen 1990er Jahren unter schweren Depressionen litt. Als Gründe nannte er seine kriselnde Ehe, sein vermeintliches Scheitern als Ehemann und Vater sowie den Tod seines Vaters. Nach dem Tod von Freddie Mercury am 24. November 1991 habe er einen Suizid in Betracht gezogen. Er ging in eine Klinik in Arizona und meinte dazu: „Ich betrachtete mich als vollkommen krank. Ich war verletzt und zerbrochen. Ich verfiel in eine ernsthafte Depression. Ich war von Gefühlen des Verlusts überwältigt.“ Um seine Trauer zu verarbeiten, bürdete er sich ein großes Arbeitspensum auf, indem er sein Soloalbum Back to the Light vollendete und damit weltweit auf Promotion-Tour ging. Dies sei die einzige für ihn denkbare Selbsttherapie gewesen. Dazu gehörte auch das Mitorganisieren des Freddie Mercury Tribute Concert zu Ehren des verstorbenen Queen-Sängers, das am 20. April 1992 im Wembley-Stadion stattfand.

### 1992–1998: The Brian May Band
Ende 1992 bildete May die Brian May Band, die ihn auf Solotourneen unterstützte. Ihr gehörten im Laufe der Jahre mehrere renommierte Musiker an, darunter Cozy Powell, Mike Moran, Neil Murray, Spike Edney, Jamie Moses, Miriam Stockley und Chris Thompson. Während eines Teils der US-Tournee 1993 war die Brian May Band die Vorgruppe von Guns n’ Roses. Ende Dezember 1993 kehrte May ins Studio zurück, um mit den verbliebenen Queen-Mitgliedern Roger Taylor und John Deacon am Album Made in Heaven zu arbeiten. Das Album erschien im November 1995; neben Mercurys letzten gesungenen Stücken enthält es auch von den drei übrigen Bandmitgliedern neu eingespielte Songs.
1995 begann May an einem neuen Solo-Album zu arbeiten; es sollte Heroes heißen und ausschließlich Coverversionen enthalten. Daneben war er mit verschiedenen Film- und Fernseh-Soundtracks sowie anderen Gemeinschaftsproduktionen beschäftigt. Nach einiger Zeit ließ er die Coverversionen fallen und konzentrierte sich auf neues Songmaterial. Ergebnis war das im Juni 1998 veröffentlichte Album Another World. Die Vorbereitungen auf die dazugehörende kurze Promotionstournee der Brian May Band erlitten einen schweren Rückschlag, als Cozy Powell am 5. April 1998 bei einem Autounfall nahe Bristol ums Leben kam. Kurzfristig sprang Steve Ferrone als Ersatz ein. Für die eigentliche Tournee verpflichtete May Eric Singer. Nach deren Ende im November 1998 löste sich die Brian May Band auf.

### Soloprojekte nach 1998

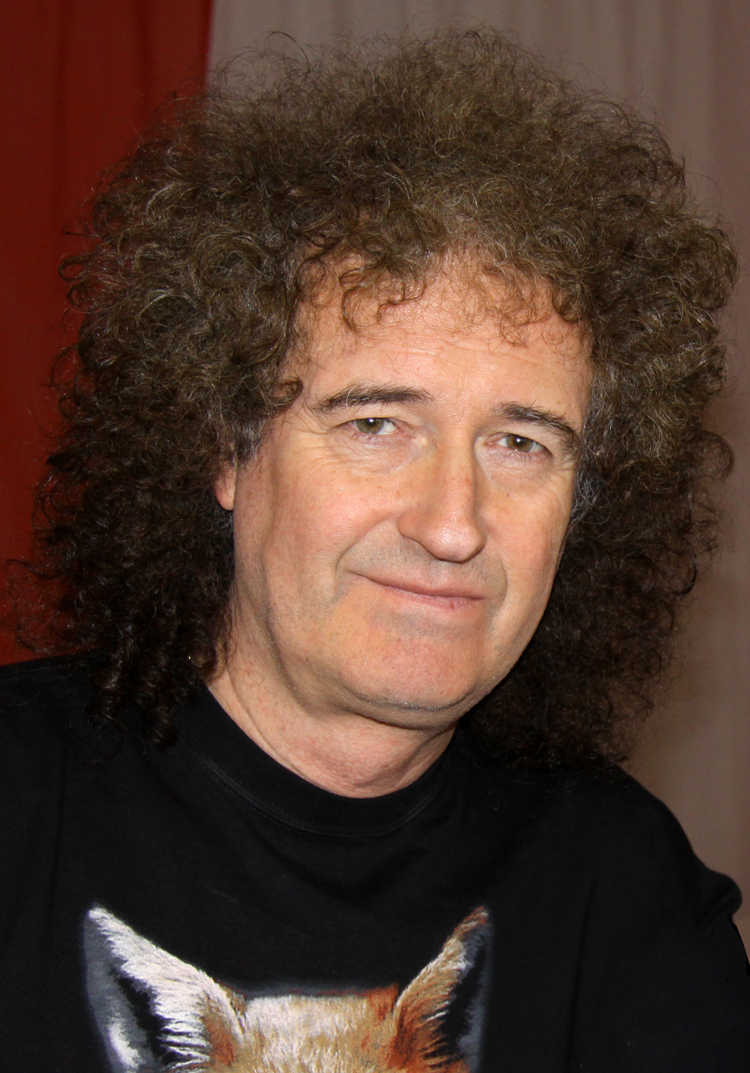
Brian May (2010)

Seit der Veröffentlichung seines letzten Albums im Jahr 1998 trat May entweder als Solokünstler, als Teil eines Ensembles oder gelegentlich zusammen mit Roger Taylor als Queen auf. Ab 2000 arbeitete er zusammen mit Taylor und Ben Elton an der Umsetzung des Musicals We Will Rock You, das am 12. Mai 2002 im Dominion Theatre in London seine Premiere hatte. In den folgenden zwölf Jahren traten May und Taylor in dem Musical gelegentlich als Gastmusiker auf. Einen besonders denkwürdigen Auftritt hatte May am 3. Juni 2002 bei der Party at the Palace, die zu Ehren des goldenen Thronjubiläums von Königin Elisabeth II. stattfand, als er auf dem Dach des Buckingham Palace stehend die Nationalhymne God Save the Queen als Gitarrensolo spielte. Im Juni 2005 wurde er für seine „Verdienste um die britische Musikindustrie“ zum Commander des Order of the British Empire ernannt.
May arbeitete intensiv mit der Bühnenschauspielerin und Sängerin Kerry Ellis zusammen, die er für die Londoner Originalbesetzung von We Will Rock You gecastet hatte. 2008 produzierte er ihre EP Wicked in Rock, zwei Jahre später war er für die Produktion und das Arrangement ihres Debütalbums Anthems verantwortlich. Seither tritt er oft als Gastmusiker bei ihren Konzerten auf. Seine erfolgreichste Zusammenarbeit mit einem anderen Künstler (gemessen an der Chartposition) war 2012 mit dem Rapper Dappy: Die Single Rockstar, zu der er ein Gitarrensolo beisteuerte, erreichte Platz 2 in den britischen Single-Charts. Am 12. August 2012 trat May bei der Schlussfeier der Olympischen Sommerspiele 2012 auf: Er spielte zunächst Brighton Rock, danach We Will Rock You zusammen mit Taylor und Jessie J.

### 2004–2009: Queen + Paul Rodgers

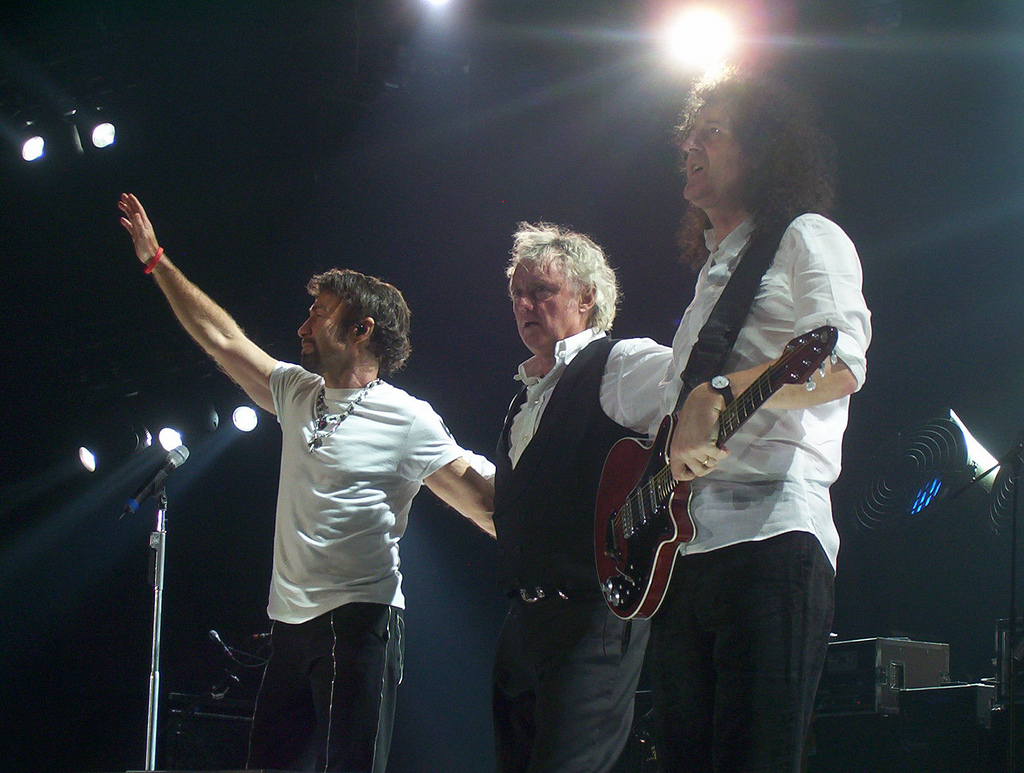
Queen + Paul Rodgers (2005)

Ende 2004 gaben May und Taylor bekannt, dass sie sich wiedervereinigen und auf Tournee gehen würden. Sie verpflichteten Paul Rodgers, den früheren Leadsänger von Free und Bad Company, der aber nicht als offizielles Queen-Mitglied in Erscheinung trat. Queen-Bassist John Deacon verzichtete, da er sich komplett aus dem Musikgeschäft zurückgezogen hatte, ließ aber verlauten, dass er sein Einverständnis gegeben habe. 2005 und 2006 gingen Queen + Paul Rodgers auf eine ausgedehnte Welttournee durch Europa, Nordamerika und Japan.
Am 15. August 2006 bestätigte May über seine Website und seinen Fanclub, dass Queen + Paul Rodgers im Oktober „an einem geheimen Ort“ mit der Produktion eines gemeinsamen Albums beginnen würden. Das Album mit dem Titel The Cosmos Rocks erschien am 12. September 2008. Die darauf folgende Tournee begann am selben Tag mit einem Gratiskonzert auf dem Freiheitsplatz in der ukrainischen Stadt Charkiw vor rund 350.000 Zuschauern. Sie führte anschließend durch Europa, die USA, Dubai und Südamerika. Queen + Paul Rodgers trennten sich offiziell am 12. Mai 2009. Rodgers schloss eine mögliche Zusammenarbeit zu einem späteren Zeitpunkt nicht aus. Fünf Jahre später meinte May jedoch, Rodgers’ Stimme sei eher nicht für Queen-Songs geeignet gewesen und passe eher zu Blues und Soul.

### Seit 2011: Queen + Adam Lambert
Am 20. Mai 2009 spielten May und Taylor beim Finale von American Idol live We Are The Champions, zusammen mit dem Sieger Kris Allen und dem Zweitplatzierten Adam Lambert. Zweieinhalb Jahre später, bei den MTV Europe Music Awards 2011 in Belfast, spielten Queen und Lambert drei Songs. Fans und Medien bewerteten den Auftritt überaus positiv, was zu Gerüchten über eine mögliche zukünftige Zusammenarbeit führte. Im Februar 2012 bestätigten May, Taylor und Lambert eine Europa-Tournee. Die Tournee im Sommer 2012 führte durch Osteuropa und endete in London.
Im Sommer 2014 gingen Queen + Adam Lambert auf Welttournee und spielten in Nordamerika, Ostasien und Ozeanien. Es folgten eine Europatournee im Winter 2015 sowie eine Südamerika-Tournee im Herbst 2015. Unter anderem spielten Queen erstmals seit 1985 wieder beim Festival Rock in Rio. May, Taylor und Lambert setzten ihre Zusammenarbeit 2016 mit einer Europa-Tournee fort. Arbeiten an einem Studioalbum sind zurzeit nicht geplant.
2015 spielte Brian May als Gastmusiker ein Gitarrensolo bei dem Song The Devil auf dem Album Bad Magic der Band Motörhead, dem letzten Album der Band vor dem Tod von Lemmy Kilmister.
2025 spielte May gemeinsam mit Benson Boone dessen Song Beautiful Things und Bohemian Rhapsody auf dem Coachella Festival.

## Bedeutung für Queen

### Gitarre

#### Equipment

Skizze zum Bau der Red Special

Brian May ist für den unverwechselbaren Gitarrensound der Gruppe verantwortlich. Dieser beruht zum einen auf der besonderen Bauweise seiner selbstgebauten Gitarre Red Special, zum anderen auf seiner individuellen Spieltechnik, die seiner Gitarre einen „singenden“ Klang verleiht. Bis Ende der 1970er Jahre erzeugte May mit seiner Gitarre alle Klangeffekte, die bei anderen Gruppen Synthesizer, Streichorchester oder Blechblasinstrumente übernehmen.
Burns London bot zum Preis von etwa 650,– € in der Zeit von Oktober 2001 bis Juli 2004 einen Nachbau der Red Special aus koreanischer Fertigung an. Dieser unterschied sich neben einigen optischen Details vom Original im Wesentlichen durch das einfacher gestaltete Vibratosystem. Seit 2004 vermarktet Brian May die Gitarre selbst unter dem Markennamen Brian May Guitars. Im Jahre 2006 wurde dieses Modell optisch noch mehr dem Original angepasst sowie qualitativ verbessert. Auch eine (Elektro-)Akustikgitarre, entworfen in Anlehnung an die Red Special, wurde in diesem Jahr vorgestellt. Außer diesen sehr eigenen Instrumenten sind auf der „Hardware“-Seite an Mays Gitarrensound ein von Bassist John Deacon gefertigter Verstärker für Studioaufnahmen („Deacy Amp“) und traditionelle britische Röhrenverstärker des Typs Vox AC30 in Kombination mit einem Effektpedal (Treble Booster) beteiligt.

#### Aufnahmen und Komposition
Bei vielen Stücken nutzte May im Tonstudio die Overdub-Technik. So weist die Partitur von Somebody to Love fünf E-Gitarren-Stimmen auf. In den rein instrumentalen Stücken (Procession, The Wedding March, God Save the Queen), aber auch in Songs wie Keep Yourself Alive, Dreamer’s Ball, Lazing on a Sunday Afternoon oder The Millionaire Waltz kommt dieser „orchestral-gesangliche“ Gitarrenklang besonders deutlich zur Geltung. Eine weitere Steigerung dieser Gitarren-Effekte erzielte er in Good Company („Jazzband“); The Loser in the End („Rockorgel“), All Dead, All Dead und Lily of the Valley („Streichorchester“). In manchen Titeln erhält der Gitarrenklang eine Flexibilität ähnlich einem Chor oder einer Singstimme, so dass der Übergang zwischen Gesang und Instrument kaum zu bemerken ist, wie in den Stücken mit den extrem hohen „Screams“ von Roger Taylor (Seven Seas of Rhye, The March of the Black Queen, The Fairy Feller’s Master-Stroke, Ogre Battle, Father to Son).

#### Spieltechnik und Einflüsse

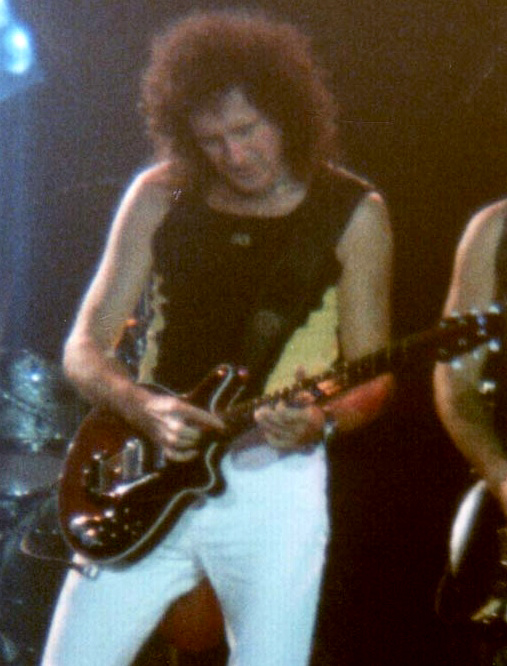
May beim Tapping

Zahlreiche Publikationen und Musiker bezeichnen May als virtuosen Gitarristen. Die Musikzeitschrift Rolling Stone setzte ihn auf Platz 26 der Liste der größten Gitarristen überhaupt. In einer Liste aus dem Jahr 2003 hatte er Rang 39 belegt. Im Gegensatz zu den meisten anderen Gitarristen verwendet May zum Anspielen der Gitarrensaiten kein Plektrum aus Kunststoff, sondern Münzen. Dabei bevorzugt er Sixpence-Münzen, insbesondere die letzte Prägeserie aus dem Jahr 1970, da deren Rigidität ihm mehr Kontrolle beim Gitarrenspiel erlaube. Außerdem ermögliche deren geriffelter Rand beim Anschlag eine wesentlich obertonreichere Tonentfaltung. Für seine Solotournee im Jahr 1993 ließ er bei der Royal Mint Nachprägungen mit seinem Konterfei herstellen; diese wurden auch als Fanartikel verkauft.
Zu seinen musikalischen Vorbildern in der Kindheit gehörten Lonnie Donegan, Tommy Steele, The Everly Brothers, Buddy Holly und The Crickets. Später kamen Cliff Richard und The Shadows, die Beatles, Jimi Hendrix, Jeff Beck und Eric Clapton hinzu. Besonders beeindruckt zeigte er sich von The Who und Led Zeppelin. Auch von Bluesmusikern ließ er sich inspirieren, insbesondere von Rory Gallagher.
May kann sich mit seinem Gitarrenspiel vielen Stilen anpassen: Von intimen, einfachen Liedern, wie Love of My Life, die er klassisch auf der akustischen doppelchörigen Gitarre begleitete, bis hin zu den Hardrock-Titeln wie Tie Your Mother Down oder Tear It Up. Bis zur Einführung des Synthesizers bei Queen war Brian May bei Studioaufnahmen auch auf anderen Instrumenten zu hören: Klavier in zahlreichen Songs, Harfe in Love of My Life, Spielzeug-Koto in The Prophet’s Song, Ukulele in Good Company und Banjolele in Bring Back That Leroy Brown.

### Gesang
Seine Stimme ist weniger markant ausgeprägt als die von Freddie Mercury und setzt sich deutlich davon ab, so dass auf den Alben immer klar der Leadsänger herausgehört werden kann. In den für Queen typischen dreistimmigen Gesangsharmonien übernahm May üblicherweise den tieferen Begleitgesang. Auf einigen der von ihm geschriebenen Songs war er der Leadsänger, beispielsweise bei der ersten Strophe von Who Wants to Live Forever, der letzten Strophe von Mother Love sowie der Bridge von I Want It All und Flash. Alleiniger Leadsänger war er in Some Day One Day, She Makes Me (Stormtrooper in Stilettos), ’39, Good Company, Long Away, All Dead, All Dead, Sleeping on the Sidewalk, Leaving Home Ain’t Easy und Sail Away Sweet Sister. Auf den Queen-Alben stammten die meisten Songs entweder von May oder Mercury. Zu Mays bekanntesten Kompositionen gehören We Will Rock You, Tie Your Mother Down, I Want It All, Fat Bottomed Girls, Flash, Hammer to Fall, Save Me, Who Wants to Live Forever und The Show Must Go On.

### Während der Konzerte

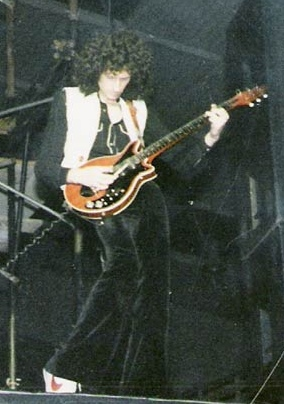
Brian May live (1979)

May ist in seinen Bewegungen und Gesten sparsamer als manch anderer Rock-Gitarrist, was nicht zuletzt an seiner filigranen Fingertechnik liegt. Auf der Bühne überließ er Freddie Mercury die Show und sang ausschließlich die Nebenstimmen, auch bei den eigenen Titeln überließ er Mercury die Leadstimme. In der Regel sah man ihn nur mit Gitarre auf der Bühne. Gelegentlich spielte er auch Klavier (Save Me, Teo Torriatte) und Keyboard (Who Wants to Live Forever). Wie schon sein Vorbild Jimi Hendrix nutzt Brian May auch häufig das Feedback seiner Gitarre als Stilmittel. Darüber hinaus ist der Echo-Effekt (Delay) typisch für ihn. So kann er live mit sich selbst mehrstimmig spielen – insbesondere beim Solo von Brighton Rock (enthalten u. a. auf dem Album Live Killers).

### Songwriting
Brian May war neben Freddie Mercury der Hauptsongschreiber innerhalb der Band; mehr als zwei Drittel der Songs von Queen stammen von den beiden. Wenn nicht anders angegeben, wurden die folgenden von May komponierten Lieder von Mercury gesungen:
- 1973: Queen: Keep Yourself Alive; Doing All Right (Co-Autor Tim Staffell, das Lied stammt noch aus ihrer Zusammenarbeit in der Queen-Vorgänger-Band Smile); The Night Comes Down; Son and Daughter.
- 1974: Queen II: Procession (Instrumental); Father to Son; White Queen (As It Began); Some Day One Day (gesungen von May); auf der Single Seven Seas of Rhye: See What a Fool I’ve Been.
- 1974: Sheer Heart Attack: Brighton Rock; Now I’m Here; Dear Friends; She Makes Me (Stormtrooper in Stilettos) (gesungen von May).
- 1975: A Night at the Opera: ’39 (gesungen von May); Sweet Lady; The Prophet’s Song; Good Company (gesungen von May); God Save the Queen (instrumental, Arrangement von May).
- 1976: A Day at the Races: Tie Your Mother Down; Long Away (gesungen von May); White Man; Teo Torriatte (Let Us Cling Together).
- 1977: News of the World: We Will Rock You; It’s Late; All Dead, All Dead und Sleeping on the Sidewalk (beide gesungen von May).
- 1978: Jazz: Fat Bottomed Girls; Dead on Time; Dreamer’s Ball; Leaving Home Ain’t Easy (gesungen von May).
- 1980: The Game: Dragon Attack; Sail Away Sweet Sister (gesungen von May und Mercury); Save Me.
- 1980: Flash Gordon – Original Soundtrack Music: Flash’s Theme (gesungen von Mercury und May), The Hero; sowie die Instrumentaltitel Flash to the Rescue, Battle Theme, The Wedding March (Arrangement von May), Marriage of Dale and Ming (and Flash Approaching) (Co-Autor Taylor), Crash Dive on Mingo City, Flash’s Theme Reprise (Victory Celebrations).
- 1982: Hot Space: Dancer; Put Out the Fire; Las Palabras de Amor (The Words of Love).
- 1984: The Works: Tear It Up; Machines (or 'Back to Humans') (Co-Autor: Taylor); Hammer to Fall; Is This the World We Created? (Co-Autor Mercury); auf der Single Radio Ga Ga: I Go Crazy.
- 1984: auf der Single Thank God It’s Christmas stammt der gleichnamige Titel von May und Taylor.
- 1986: A Kind of Magic: Who Wants to Live Forever (gesungen von Mercury und May); Gimme the Prize (Kurgan’s Theme); Forever (instrumental).
- 1989: The Miracle: I Want It All (gesungen von Mercury und May); Scandal; u. a.
- 1991: Innuendo: Headlong; I Can’t Live with You; The Show Must Go On (gemeinsam mit anderen Queen-Mitgliedern); Lost Opportunity (auf der Single I’m Going Slightly Mad; gesungen von May).
- 1995: Made in Heaven: Mother Love (geschrieben und gesungen von Mercury und May); Too Much Love Will Kill You (Co-Autoren: Frank Musker und Elizabeth Lamers).
- 1997: No-One But You (Only the Good Die Young) (gesungen von May und Taylor); dieser von Brian May, Roger Taylor und John Deacon aufgenommene Titel ist das einzige nach Mercurys Tod neu geschriebene Lied. Es ist enthalten auf dem am 3. November 1997 veröffentlichten Album Queen Rocks. Das Lied erschien auch als Single (1997) und auf dem Album Greatest Hits III (1999).

Neben den von 1989 bis 1991 bereits angeführten Titeln wurden weitere lediglich unter der Autorenangabe „Queen“ veröffentlicht, siehe dazu Queen – Autoren der Queen-Songs.

## Privatleben
Ende 1968, während seiner Zeit bei Smile, lernte May die angehende Lehrerin Christine „Chrissie“ Mullen kennen. Die beiden heirateten 1974 und haben zusammen einen Sohn und zwei Töchter; das Paar trennte sich 1988. Die Trennung und die spätere Scheidung erregten die Aufmerksamkeit der britischen Boulevardpresse, nachdem bekannt geworden war, dass er seit 1986 eine Affäre mit der Schauspielerin Anita Dobson hatte. Dobson war in den 1980er Jahren durch die Rolle der Angie Watts in der Seifenoper EastEnders national bekannt geworden. May und Dobson heirateten am 18. November 2000.
Gemäß der Sunday Times Rich List hatte May im Jahr 2011 ein Vermögen von 85 Millionen Pfund. Er isst überwiegend vegan und lebt in London sowie in Windlesham in der Grafschaft Surrey. Zu seinen Hobbys gehört das Sammeln von Blechspielzeugen und Star-Wars-Fanartikeln.
Im März 2023 wurde May durch Charles III. im Buckingham Palace zum Knight Bachelor erhoben.

## Astrophysik

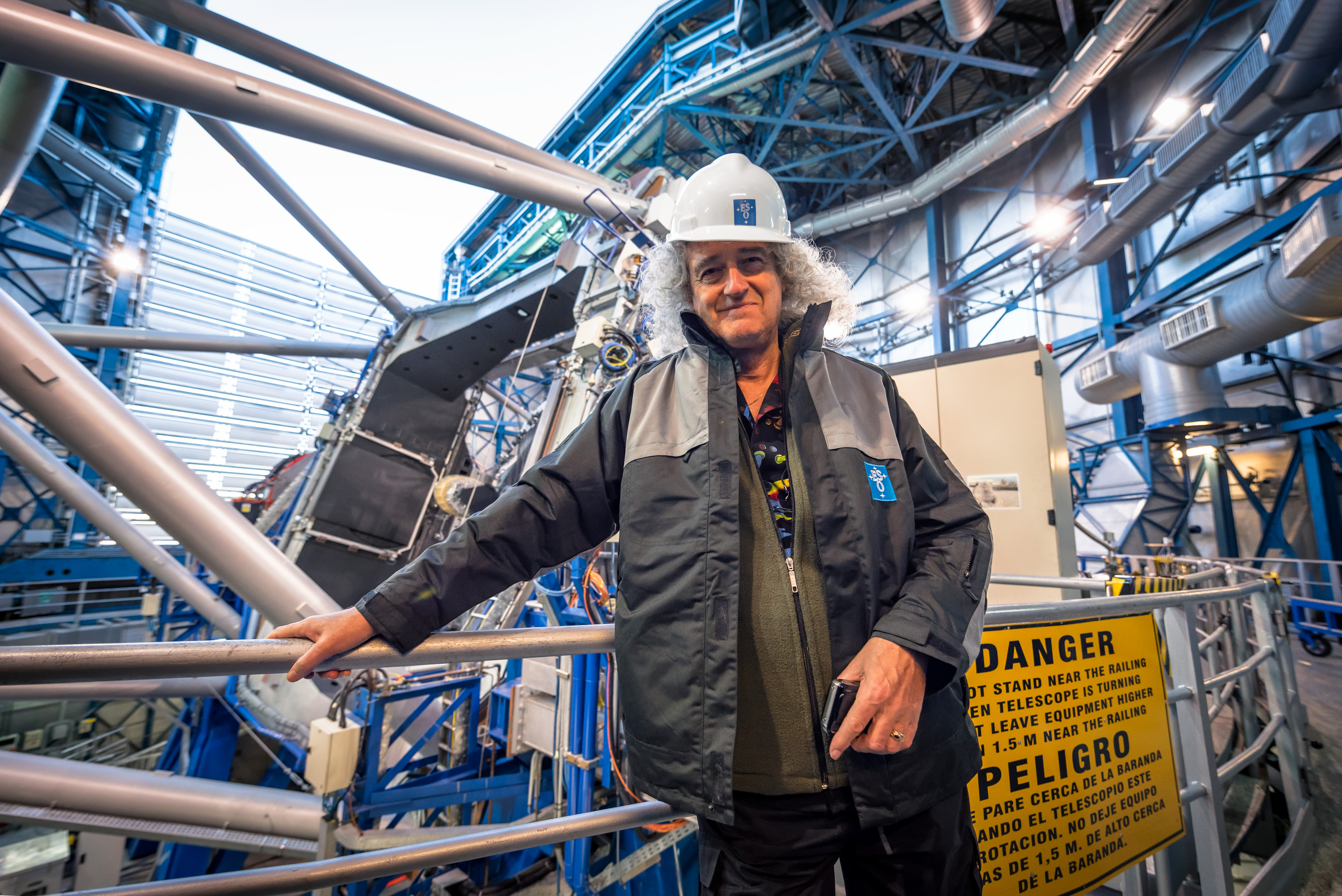
Brian May zu Besuch im Paranal-Observatorium (2015)

May studierte Physik und Infrarotastronomie am Imperial College in London und schloss als Bachelor of Science ab. Ab 1970 absolvierte er ein postgraduales Studium mit dem Ziel, als Ph.D. abzuschließen. Dabei untersuchte er Radialgeschwindigkeiten im interplanetaren Staub. Als 1974 der internationale Erfolg mit Queen einsetzte, brach May die Arbeit an seiner Dissertation ab. Er war aber Mitautor zweier wissenschaftlicher Arbeiten, die auf seinen Beobachtungen im Observatorio del Teide auf Teneriffa basieren. Diese erschienen in den Fachzeitschriften Nature und Monthly Notices of the Royal Astronomical Society.
Im Oktober 2006 schrieb sich May wieder am Imperial College ein, um seine Dissertation zu vollenden. Er reichte sie im August 2007 ein, ein Jahr früher, als er ursprünglich angenommen hatte. Dabei musste er den Forschungsfortschritt im Bereich des interplanetaren Staubs in den vergangenen drei Jahrzehnten miteinbeziehen, darunter die vom Infrared Astronomical Satellite der NASA entdeckten Staubstreifen. Am 23. August 2007 bestand er die Disputation, woraufhin seine revidierte Doktorarbeit mit dem Titel A Survey of Radial Velocities in the Zodiacal Dust Cloud („Eine Untersuchung von Radialgeschwindigkeiten im zodiakalen [interplanetaren] Staub“) im folgenden Monat angenommen wurde – 37 Jahre nachdem er begonnen hatte, daran zu arbeiten. Sein Doktorvater ist der Astrophysiker Paul Nandra. Die Einreichung seiner Doktorarbeit war nur möglich gewesen, weil in der Zwischenzeit kaum auf diesem Gebiet geforscht worden war. Seinen Doktorgrad erhielt May offiziell im Rahmen einer Zeremonie des Imperial College, die am 14. Mai 2008 in der Royal Albert Hall stattfand.
Das Imperial College ernannte May im Oktober 2007 zum Gastwissenschaftler. Er beschäftigt sich weiterhin auf dem Gebiet der Astrophysik und nimmt regelmäßig an Veranstaltungen des Imperial College teil. Am 17. November 2007 ernannte ihn die John Moores University in Liverpool zum Kanzler. Dieses repräsentative Amt übte er von 2008 bis 2013 aus. Nach dem Vorschlag seines Freundes Patrick Moore benannte die Internationale Astronomische Union am 18. Juni 2008 den Asteroiden (52665) Brianmay nach ihm, dies wohl aufgrund der temporären Bezeichnung 1998 BM30. Gelegentlich tritt May in der BBC-Fernsehsendung The Sky at Night auf, die sich mit Astronomie beschäftigt. 2014 war er Mitbegründer der weltweiten Aufklärungskampagne Asteroid Day, die vor den möglichen Gefahren von Asteroiden warnt. Während einer Pressekonferenz des Applied Physics Laboratory der Johns Hopkins University im Juli 2015 wurde May als Mitarbeiter jenes Teams vorgestellt, welches das NASA-Projekt New Horizons betreut. Anlässlich des Vorbeiflugs der Sonde an (486958) Arrokoth (damals inoffiziell Ultima Thule genannt) am 1. Januar 2019 veröffentlichte May ein offizielles Musikvideo mit dem Titel New Horizons (Ultima Thule Mix).
May war maßgeblich daran beteiligt, dass es der NASA am 24. September 2023 erfolgreich gelang, Proben direkt vom erdnahen Asteroiden Bennu zu sammeln und zurück zur Erde zu bringen. Er erstellte dabei aus den Daten der Raumsonde OSIRIS-REx stereoskopische Bilder, die es dem Team ermöglichten, einen sicheren Ort für die Landung und die Entnahme einer Probe zu finden.
Zusammen mit Patrick Moore und Chris Lintott ist May Co-Autor zweier populärwissenschaftlicher Bücher. 2006 erschien The Complete History of the Universe. Es erklärt die Geschichte des Universums, vom Urknall über die anhaltende Expansion des Universums bis hin zum möglichen Big Freeze in ferner Zukunft. 2012 folgte das Buch The Cosmic Tourist: The 100 Most Awe-inspiring Destinations in the Universe derselben Autoren, das die Phänomene des Weltalls anhand von 100 Beispielen erklärt. Für das im Jahr 2015 erschienene Buch How to Read the Solar System: A Guide to the Stars and Planets von Chris North und Paul Abel schrieb May das Vorwort. May trat im ESA-Video Hera: Our planetary defence mission als Sprecher auf und war zuvor ein Unterstützer der AIM-Mission.

## Tierschutz und Politik

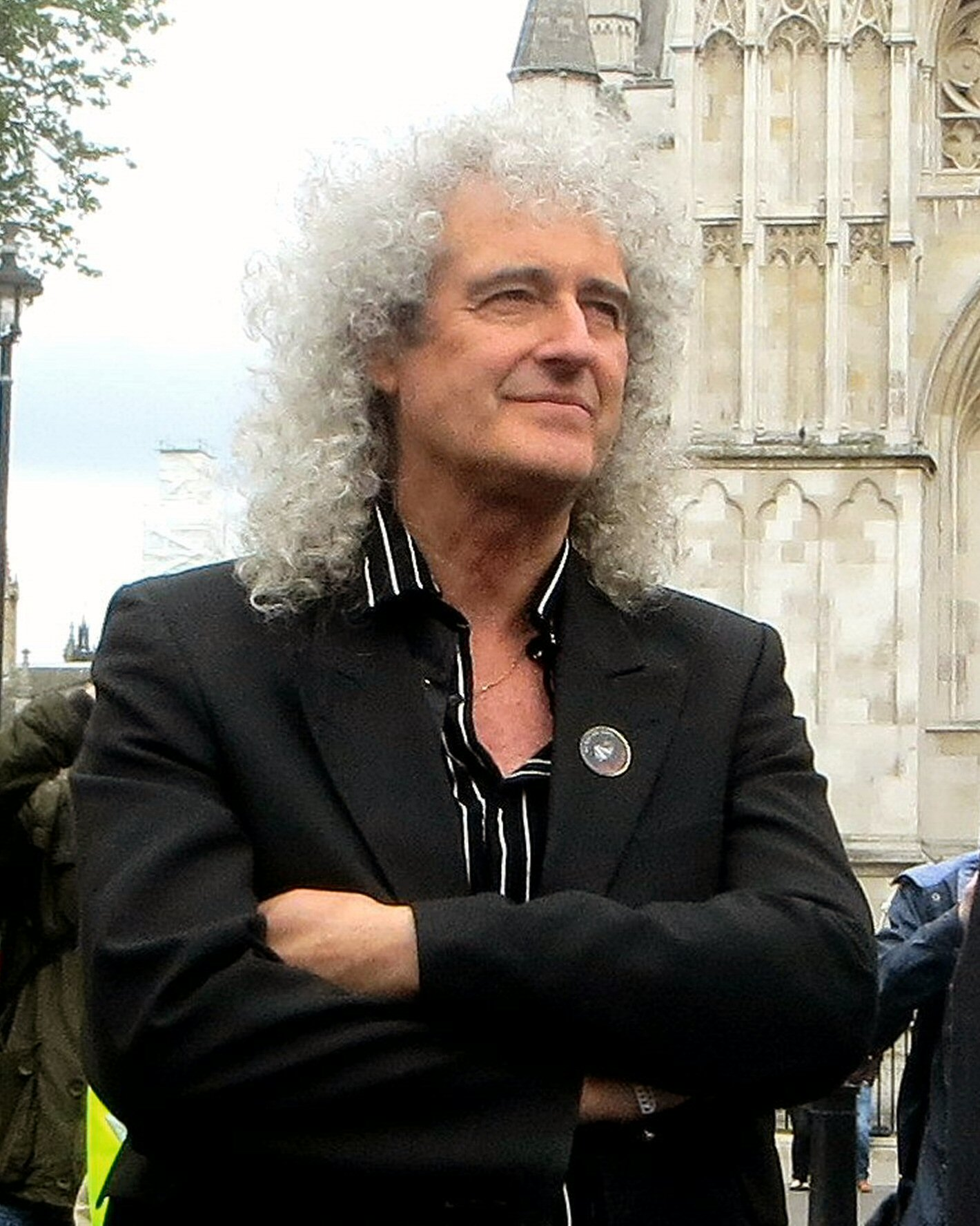
Brian May bei einer Demo vor der Westminster Abbey (2013)

May bezeichnete sich als ehemaligen Wähler der Conservative Party. Aufgrund deren Haltung zur Fuchsjagd und zur Massenkeulung von Dachsen habe er bei der Unterhauswahl 2010 nicht mehr für sie gestimmt. In jenem Jahr gründete er die Tierschutzorganisation Save Me, die sich für den Schutz aller Tiere gegen unnötige, grausame und entwürdigende Behandlung einsetzt. Ein besonderes Augenmerk legt sie darauf, dass der Hunting Act 2004 und andere Tierschutzgesetze weiterhin in Kraft bleiben. Im September 2012 wurde May zum Vizepräsidenten der Royal Society for the Prevention of Cruelty to Animals (RSPCA) ernannt. Er unterstützt auch den International Fund for Animal Welfare, die League Against Cruel Sports und PETA.
Im März 2012 schrieb May das Vorwort für ein Strategiepapier der Denkfabrik Bow Group, das die Regierung dazu auffordert, auf die Keulung tausender Dachse zu verzichten. Dass diese Methode zur Eindämmung der Übertragung von Rindertuberkulose unwirksam sei, hätten bereits Jahre zuvor von der Labour-Regierung angeordnete Versuche gezeigt. Autor des Strategiepapiers war Graham Godwin-Pearson, ergänzt mit Beiträgen führender Tuberkuloseforscher wie John Krebs. Im April 2013 unterstützte May zusammen mit Hank Marvin eine vom französischen Gitarristen Jean-Pierre Danel gegründete Tierrechtsorganisation; zu diesem Zweck signierten sie Gitarren und Kunstfotos.
Im Mai 2013 schlossen sich May, die RSPCA, der Schauspieler Brian Blessed und der Cartoonist Jonti Picking zum „Team Badger“ zusammen, um gegen die geplante Massenkeulung von Dachsen zu protestieren. May, Blessed und Picking nahmen die Single Save The Badger Badger Badger auf – ein Mashup von Pickings Flash-Cartoon Badger Badger Badger, der 2003 viral geworden war, und des Queen-Songs Flash mit Blesseds Gesang. Das dazu entstandene Video war eine Parodie sowohl von Pickings eigenem Cartoon als auch von Szenen des Films Flash Gordon, dessen Soundtrack von Queen stammt. Die Single erreichte Platz 79 der UK Singles Charts, Platz 39 der UK iTunes-Charts und Platz 1 der iTunes Rock-Charts.
Vor der Unterhauswahl 2015 erwog May ernsthaft, als unabhängiger Kandidat anzutreten. Es wurde auch berichtet, er habe ein Projekt gestartet, um „gute Sitten und Anstand in den Alltag und ins Parlament“ zurückzubringen. May sagte, er wolle die aktuelle Regierung „loswerden“ und wünsche sich ein Unterhaus, das sich aus Einzelpersonen zusammensetzt, die „gestützt auf ihr Gewissen“ abstimmen. May gehörte zu einer Gruppe von Prominenten, welche die Kandidatur der grünen Kandidatin Caroline Lucas bei diesen Wahlen unterstützten. Ebenso warb er für die Wiederwahl des konservativen Abgeordneten Henry Smith wegen dessen Einsatz für den Tierschutz.
Im Juli 2015 kritisierte May den britischen Premierminister David Cameron, weil er für eine Abstimmung über die Änderung des Fuchsjagdverbotsgesetzes in England und Wales den Fraktionszwang aufgehoben hatte. Während eines Live-Fernsehinterviews bezeichnete er die Countryside Alliance, die sich für die Wiedereinführung der Fuchsjagd einsetzt, als einen „Haufen lügender Bastarde“. Die Regierung verschob die Abstimmung nach einer Intervention der Abgeordneten der Scottish National Party, die angekündigt hatten, das Gesetz unverändert belassen zu wollen. Bei einer Protestkundgebung von Fuchsjagdgegnern vor dem Palace of Westminster sagte May, dies sei ein „sehr, sehr wichtiger Tag für unsere Demokratie“, fügte aber hinzu, dass sie „den Krieg noch nicht gewonnen“ hätten und dass es „keinen Platz für Selbstzufriedenheit“ gäbe. 2019 sprach er sich dafür aus, ein erneutes Live-Aid-Konzert zum Kampf gegen den Klimawandel abzuhalten.
Im Jahr 2021 veröffentlichte der italienische Parfümhersteller Xerjoff in Verbindung mit Brian May ein Parfüm namens Save Me. Es ist Teil der Kollektion Spray to Help, der bei jedem Verkauf des Parfüms einen Teil an die jeweilige gemeinnützige Organisation, in diesem Fall an Save Me, spendet.

## Stereoskopie
May interessiert sich für die Stereoskopie des viktorianischen Zeitalters. 2009 gab er zusammen mit der Historikerin Elena Vidal das Buch A Village Lost and Found heraus, das sich mit dem englischen Stereoskopie-Pionier T. R. Williams befasst. Für seine Verdienste im Bereich der 3D-Fotografie erhielt er im September 2012 die Saxby-Medaille der Royal Photographic Society. May, der Vorsitzender der Stereoscopic Society ist, leistete einen bedeutenden technischen Beitrag zum Begleitbuch der Ausstellung Stereoscopic Photographs of Pablo Picasso by Robert Mouzillat, die von Februar bis Juni 2014 im Holburne Museum in Bath stattfand.
Nach dem Kauf eines ersten Werks im Jahr 1973 begann May mit dem Aufbau einer Sammlung von Diableries – stereoskopische Fotos aus dem Frankreich der 1860er Jahre, die den „Alltag in der Hölle“ darstellen. Im Oktober 2013 brachte er zusammen mit Denis Pellerin und Paula Fleming das Buch Diableries: Stereoscopic Adventures in Hell heraus.
May erstellte eine 3-D Aufnahme des Asteroiden (162173) Ryugu aus zwei verschiedenen Aufnahmen vom 25. Juni 2018. Es gibt eine Video-Dokumentation von Brian May über die Entwicklung der Stereoskopie, die bei Sky GB ausgestrahlt wurde.

## Diskografie
Studioalben

| Jahr | Titel                       | Höchstplatzierung, Gesamtwochen, AuszeichnungChartplatzierungen (Jahr, Titel, Platzierungen, Wochen, Auszeichnungen, Anmerkungen) | Höchstplatzierung, Gesamtwochen, AuszeichnungChartplatzierungen (Jahr, Titel, Platzierungen, Wochen, Auszeichnungen, Anmerkungen) | Höchstplatzierung, Gesamtwochen, AuszeichnungChartplatzierungen (Jahr, Titel, Platzierungen, Wochen, Auszeichnungen, Anmerkungen) | Höchstplatzierung, Gesamtwochen, AuszeichnungChartplatzierungen (Jahr, Titel, Platzierungen, Wochen, Auszeichnungen, Anmerkungen) | Höchstplatzierung, Gesamtwochen, AuszeichnungChartplatzierungen (Jahr, Titel, Platzierungen, Wochen, Auszeichnungen, Anmerkungen) | Anmerkungen                                                          |
| Jahr | Titel                       | DE | AT | CH | UK | US | Anmerkungen                                                          |
| ---- | --------------------------- | --- | --- | --- | --- | --- | -------------------------------------------------------------------- |
| 1983 | Star Fleet Project          | — | — | — | UK35 (4 Wo.)UK | US147 (2 Wo.)US | Erstveröffentlichung: Oktober 1983 mit Eddie Van Halen & Fred Mandel |
| 1992 | Back to the Light           | DE10 a (14 Wo.)DE | AT20 (1 Wo.)AT | CH9 b (12 Wo.)CH | UK6 Gold · (15 Wo.)UK | US159 (2 Wo.)US | Erstveröffentlichung: 28. September 1992                             |
| 1994 | Live at the Brixton Academy | DE71 (6 Wo.)DE | AT38 (1 Wo.)AT | CH33 (2 Wo.)CH | UK20 (3 Wo.)UK | — | Erstveröffentlichung: 7. Februar 1994 Livealbum                      |
| 1998 | Another World               | DE15 c (5 Wo.)DE | AT47 c (3 Wo.)AT | CH31 c (2 Wo.)CH | UK14 c (4 Wo.)UK | — | Erstveröffentlichung: 1. Juni 1998                                   |
| 2017 | Golden Days                 | — | — | — | UK27 (1 Wo.)UK | — | Erstveröffentlichung: 7. April 2017 mit Kerry Ellis                  |

## Bücher und Publikationen von Brian May
- T. R. Hicks, B. H. May and N. K. Reay, MgI Emission in the Night Sky Spectrum, Nature 240, (1972), 401–402, doi:10.1038/240401a0.
- T. R. Hicks, B. H. May and N. K. Reay, An Investigation of the Motion of Zodiacal Dust Particles-I, Monthly Notices of the Royal Astronomical Society 166, (1974), 439–448, doi:10.1093/mnras/166.2.439. bibcode:1974MNRAS.166..439H.
- Brian May: A Survey of Radial Velocities in the Zodiacal Dust Cloud. PhD Thesis, Imperial College, London 2007. Springer, New York 2008, ISBN 978-0-387-77705-4, doi:10.1007/978-0-387-77706-1.
- Brian May, Patrick Moore, Chris Lintott: Bang! A Complete History of the Universe. Carlton Books, London 2006, ISBN 1-84442-552-5.
- Brian May, Patrick Moore, Chris Lintott: The Cosmic Tourist: The 100 Most Awe-inspiring Destinations in the Universe. Carlton Books, London 2012, ISBN 978-1-84732-619-5.
- Paul Abel, Brian May, Chris North: How to Read the Solar System: A Guide to the Stars and Planets. Pegasus Books, New York 2015, ISBN 978-1-60598-671-5.
- Brian May, Elena Vidal: A Village Lost and Found. Frances Lincoln, London 2009, ISBN 978-0-7112-3039-2.
- Brian May, Denis Pellerin, Paula Fleming: Diableries: Stereoscopic Adventures in Hell. London Stereoscopic Company, London 2013, ISBN 978-0-9574246-0-9.
- Brian May, Simon Bradley: Brian May's Red Special: The Story of the Home-Made Guitar That Rocked Queen and the World. Hal Leonard, Winona 2014, ISBN 978-1-4803-4147-0.
- Queen in 3-D, Hamburg: earBOOKS ein Label der edel Germany GmbH 2017, ISBN 978-3-943573-29-9.